# Enation
Enation är ett amerikanskt indierock band, som bildades i Battle Ground, Washington, USA år 2002.
Bandet bildades av Hollywoodskådespelarna, tillika bröderna Jonathan Jackson och Richard Lee Jackson samt deras vänner Daniel Sweatt och Michael Galeotti.
Enation's låt, "Ride", användes som ledmotiv till Stephen King thrillern Riding the Bullet. I filmen syns även bandet frontfigur Jonathan Jackson.
Under 2008, när en nyinspelad version av låten "Feel This" kom ut där, Michael Galeotti's dåvarande fru, One Tree Hill-stjärnan Bethany Joy Galeotti sjunger, gick raka vägen upp på Itunes topplista.

## Medlemmar
Nuvarande medlemmar
- Jonathan Jackson – gitarr, sång (2004– )
- Richard Lee Jackson – trummor (2004– )
- Jonathan Thatcher – basgitarr, bas-synthesizer (2017– )

Tidigare medlemmar
- Daniel Sweatt – basgitarr (2004–2017)
- Amber Sweeney – basgitarr, bakgrundssång (2004–2005)
- Michael Galeotti – gitarr (2004–2012)
- Luke Galeotti – keyboard (2008–2012)

## Diskografi
Studioalbum
- Identity Theft (2004)
- Soul & Story: Volume One (2007)
- Where the Fire Starts (2007)
- World In Flight (2008)
- My Ancient Rebellion (2011)
- Radio Cinematic (2014)
- Anthems For The Apacolypse (2017)

Livealbum
- The Future is a Memory: Live (2009)
- Live From Nashville (2016)

Samlingsalbum
- Falling Into Sounds: The Early Sessions 2004-2007 (2008)

EP/Singlar
- Ride (2004)
- Feel This (från succeserien One Tree Hill) (EP) (2008)
- The Madness of Love: World in Flight Bonus EP (2009)
- Come Clean (2009)
- Cinematic (2014)